# Arcelia Ramírez
Pour les articles homonymes, voir Ramírez.
Arcelia Ramírez, née le 7 décembre 1967 à Mexico (Mexique), est une actrice mexicaine,.
Elle est apparue dans plus de cinquante films et émissions de télévision depuis 1985. Elle a joué dans le film C'est la vie, qui a été projeté dans la section Un certain regard au Festival de Cannes 2000.

## Filmographie partielle

### Au cinéma
- 1988 : El secreto de Romelia de Bosi Cortès
- 1992 : Les Épices de la passion
- 1999 : Rizo (en)
- 2000 : C'est la vie
- 2001 : Parfum de violettes
- 2003 : Zurdo (en)
- 2006 : Sexo, amor y otras perversiones (en)
- 2010 : Rock Mari (es)
- 2011 : Las razones del corazón (es) d'Arturo Ripstein
- 2013 : Ni repris ni échangé d'Eugenio Derbez
- 2013 : Potosí (es)
- 2013 : Buen Día, Ramón (en)
- 2015 : Bleak Street (en)
- 2016 : Juana Inés (en)
- 2017 : Veronica (en)
- 2020 : I Carry You With Me (en)
- 2021 : La Civil

### À la télévision
- 2014 : El color de la pasión (rôle secondaire)
- 2016 : Un camino hacia el destino (rôle secondaire)
- 2016 : Por siempre Joan Sebastian: (rôle récurrent)
- 2016 : Sin rastro de ti : (apparition spéciale)
- 2018 : Hijas de la luna (rôle secondaire)
- 2020 : Vencer el miedo (co-protagoniste)